# Barrera de amor
Barrera de amor, est une telenovela mexicaine et la dernière production de Ernesto Alonso (†), diffusée en 2005 - 2006 par Televisa.

## Distribution
- Yadhira Carrillo - Maria Teresa "Maite" Galván Martinez
- Sergio Reynoso - Luis Antonio Romero
- Alexis Ayala - Don Federico Gomez
- Susana Diazayas - Valeria Valladolid Galván
- Raquel Olmedo - Jacinta López Vda de Valladolid
- Alexa Damián - Verónica / Vera / Violeta
- Aaron Diaz - Andrés  Romero
- Chantal Andere - Manola Linares de Zamora
- Armando Araiza - Rodrigo Zamora Linares
- Ana Brenda Contreras - Juana "Juanita" Sánchez
- Norma Herrera - Remedios Gómez
- Paty Díaz - Nuria de Romero
- Raymundo Capetillo - Nicolás Linares
- Alberto Agnesi - Daniel Romero
- Manuel Landeta - Víctor García Betancourt
- Juan Peláez - Sergio López
- Luis Gimeno - Josefo Maldonado
- Aarón Hernán - José Maldonado
- Gerardo Murguía - Adolfo Valladolid
- Arturo Posadas - Baldomero Sánchez
- Graciela Bernardos - Griselda Martínez
- Rosangela Balbó - Cayetana Linares
- Emilia Carranza - Josefina Maldonado
- Jorge Vargas
- Guillermo Aguilar - Elías
- Yolanda Ciani - Norma
- Julio Monterde - Padre Anselmo
- David Ramos - Dionisio Pérez y Pérez
- Xavier Marc - Gustavo Zamora
- Virginia Gimeno - Clotilde Ramos
- Antonio Miguel - Nabuco
- Antonio Medellín - Octavio Mendoza
- Mario del Río - Guillermo
- Lucy Tovar - Bertha
- Rosita Bouchot - Leticia
- Ignacio Guadalupe - Teodoro Sánchez
- Aleyda Gallardo - Martina de Sánchez
- Ernesto Bojalil - Cantinero
- Paola Flores - Evelia
- Elizabeth Aguilar - Jacarandá
- Jerardo Rioja - Rafael
- Rossana San Juan - Magdalena
- David Ostrosky - Ulises
- Juan Carlos Casasola - Pancho
- Joana Benedek - Leonela
- Alejandro Correa - Andrés Romero (niño)
- Tere Valadez - Elvira

### Sources
- (es) Cet article est partiellement ou en totalité issu de l’article de Wikipédia en espagnol intitulé « Barrera de amor » (voir la liste des auteurs).